# Pavla Vrbenská
Pavla Vrbenská (2. července 1922 Vrbno u Mělníka – 26. září 1994 Ventura), vlastním jménem Milada Šupitová a v Anglii známá pod pseudonymem Paula Valenska, byla česká divadelní, filmová a rozhlasová herečka a konferenciérka.

## Životopis
Milada Šupitová již od deseti let účinkovala v dětském rozhlasovém souboru a později v rozhlasových hrách. Po vystudování střední školy pracovala jako úřednice. V roce 1940 byla přijata do dramatického oddělení Státní konzervatoře v Praze. V roce 1942 přešla na brněnskou konzervatoř, kterou absolvovala o dva roky později. Po škole získala angažmá v brněnském Národním divadle i v Národním divadle v Praze.
Její zkušenosti s rozhlasovým vystupováním využilo propagandistické oddělení pražského rozhlasu k nahrání jednoho politického skeče. Stalo se tak před válkou, kdy nebyla tolik známá, a po válce proto nebyla vyslýchána. S poválečným lidovým soudem ovšem měla zkušenost ve formě výpovědi v prospěch Miloše Havla, kdy o něm prohlásila, že jej „poznala jako vzorného českého vlastence“.
V roce 1944 byla pozvána Vilémem Brožem, ředitelem Lucernafilmu, na kamerové zkoušky. Všiml si ji v brněnské inscenaci Moliérova Lakomce v roli Marie. Byla obsazena jako hlavní představitelka ve filmové prvotině Rudolfa Hrušínského Jarní píseň. Další role následovala v komedii Václava Wassermana Sobota, kde hrála prodavačku v květinářství. Začátkem roku 1945 ji obsadil František Čáp do filmu Z růže kvítek, ten ale nebyl dokončen.
Po osvobození republiky v květnu 1945 začala vystupovat pod uměleckým jménem Pavla Vrbenská. Jméno Vrbenská si vybrala dle místa původu. Pod tímto jménem vystupovala v dramatu Františka Čápa oceněného Cenou země České v oboru filmu z roku 1946 Muži bez křídel a ve Wassermanových Nadlidech.
Během let 1947–1948 vystupovala s Vladimírem Dvořákem v rozhlasu. Natáčeli zábavné pořady z kavárny Vltava. Vystupovala i v některých rozhlasových hrách, například v Dvořákově májové komedii Od tří do šesti. Vladimír Dvořák ve své knize Všechny náhody mého života uvádí, že její vystupování úspěšně zakrylo jeho začátečnické nedostatky. Než Vrbenská opustila Československo, darovala mu pro štěstí bílého keramického čolka, kterého Dvořák nikdy nedal od sebe.
V roce 1947 se v Londýně konal festival československého filmu, na který byla vyslána mimo jiné i Pavla Vrbenská. Vydobyla si tam mnohé sympatie, ministr Ernest Bevin o ní prohlásil, že byla „nejroztomilejší návštěvnicí Anglie od konce války“. Její fotky se zmíněným ministrem a sirem Staffordem Crippsem se dostaly na první stránky mnoha londýnských deníků. Při této události se taky ocitla v televizním vysílání BBC, spolu s Eduardem Linkersem.
Ve stejném roce podepsala pětiletou smlouvu s britskou společností International Screen Plays nabídnutou producentem Anatolem de Grunwaldem a natáčela v Praze film Gordona Parryho Bond Street a zároveň československý film Muzikant. V tomto filmu hrála venkovské děvče s copy a jeden kritik[kdo?] o ní napsal, že nikdy nebude venkovské děvče, i když bude mít copy. Pavla Vrbenská na to z Londýna odpověděla: „Tak jsi mne hezky setřel v tom Muzikantovi. Dojatě jsem plakala, ale měl jsi pravdu. Copy už nemám a příště hraju venkovské holky holohlavá…“ Téhož roku se konalo mistrovství světa v hokeji. Při této příležitosti poslala Vrbenská telegram pro hlasatele na pražském Zimním stadionu, ve kterém slíbila, že bude příští roli hrát bez honoráře, vyhraje-li československá reprezentace, která skutečně získala 1. místo.
Druhý anglický film Golden Arrow už natáčela v Londýně, po své postavě pojmenovala svého drsnosrstého foxteriéra, kterého si pořídila po uvedení filmu na trh. Do Československa se nevrátila. Účinkovala na anglických jevištích. V červenci 1950 měla vést úvodní proslov při druhé roční slavnosti sunburské větve charity Britské legie. Nemohla se ovšem dostavit, protože si podvrtla kotník. V roce 1952 odjela z Londýna za manželem do New Yorku oslavit Vánoce. Hrála ještě v pár menších představeních, dále o jejím životě poté není nic známo.

## Dílo

### Divadelní hry
- Broučci – Kmotřička (Národní divadlo Brno, 1943)
- Koleda – Maria (Národní divadlo Brno, 1943)
- Lakomec – Mariana, dcera Anselmova (Národní divadlo Brno, 1943)
- Maryša – Selka (Národní divadlo Brno, 1943)
- Naši furianti – Markýtka, sestra Tobiášova (Národní divadlo Brno, 1943; Vinohradské divadlo, 1944; Stavovské divadlo, 1945)
- Poslední muž – Zdeňka, dcera Kohoutů (Národní divadlo Brno, 1943)
- Rybnikář Kuba – Kateřina Zelendarová z Proškovic (Národní divadlo Brno, 1943)
- Vrah jsem já! – Inge Mortensonová (Národní divadlo Brno, 1943)
- Zuzana Vojířová – Zuzana Vojířová (Národní divadlo Brno, 1943)
- Životní dílo – Dori, žena Nyblomova (Národní divadlo Brno, 1943)
- Člověk Odysseus – Athéna (Vinohradské divadlo, 1944)
- Léto – Stáza (Vinohradské divadlo, 1944)

### Filmografie
- Jarní píseň – svobodná matka Mařenka Klímová (1944, jako Milada Šupitová)
- Sobota – prodavačka ve květinářství (1944, ~)
- Z růže kvítek – Barča, Vaškova manželka (1945, ~)
- Jenom krok – herečka Olga Larusová (1945, jako Pavla Vrbenská)
- Muži bez křídel – slečna z pošty Marta Pohlová (1946, ~)
- Nadlidi – Eva, Jánského dcera (1946, ~)
- Dnes neordinuji – jazzová zpěvačka Kateřina Kostková (1948, ~)

Zpěv písní: „Vím o jednom krásným muži“, „Zpívám, když mě samota tísní“, „Kateřino, Kateřino“, „Už je to uděláno, už je to hotovo“
- Bond Street (1948, jako Paula Valenska)
- Muzikant – Růža Zábranská (1948, jako Pavla Vrbenská)
- Golden Arrow / The Gay Adventure / Three Men and a Girl[12] (1949, jako Paula Valenska)

### Rozhlas
- Věk harmonie – rozhlasová fantazie Rogera Richarda, přeložená Janem Skálou, role milenky[16]
- Okno do dvora – hra Vladimíra Dvořáka, role ženy[17]
- „Sedm žen Modrovousových“ – gramofonová revue desek nevšedních, s Martinem Rausem[18]
- „Ach, ty ženy!“ – rozmarná revue o několika obrazech[19]
- Pan čtyřblok cestuje – gramofonová revue[20]
- Hasanaginice – drama Milana Ogrizoviče, přeložené Janem Hudcem, role otrokyně Vlašky[21]
- Od tří do šesti – májová komedie Vladimíra Dvořáka[22]
- Musa pláče do Vltavy – rozmarná kratochvíle od Richarda Kubeše, Ladislava Kristena a Vladimíra Dvořáka, role Musy[23]